# Challenger de Tashkent 2013
El Tashkent Challenger 2013 fue un torneo de tenis profesional que se jugó en pistas duras. Se trató de la 6.ª edición del torneo que forma parte del ATP Challenger Tour 2013. Tuvo lugar en Taskent, Uzbekistán entre el 7 y el 13 de octubre.

## Jugadores participantes del cuadro de individuales

### Cabezas de serie
| Favorito | País                  | Jugador              | Ranking1 | Posición en el torneo |
| -------- | --------------------- | -------------------- | -------- | --------------------- |
| 1        | Bandera de Eslovaquia | Lukáš Lacko          | 81       | Semifinales           |
| 2        | Bandera de Rusia      | Yevgueni Donskoi     | 88       | Cuartos de final      |
| 3        | Bandera de Israel     | Dudi Sela            | 89       | CAMPEÓN               |
| 4        | Bandera de Ucrania    | Sergiy Stakhovsky    | 94       | Segunda ronda         |
| 5        | Bandera de Francia    | Stéphane Robert      | 115      | Segunda ronda         |
| 6        | Bandera de Rusia      | Teimuraz Gabashvili  | 118      | FINAL                 |
| 7        | Bandera de Ucrania    | Oleksandr Nedovyesov | 127      | Cuartos de final      |
| 8        | Bandera de Suiza      | Marco Chiudinelli    | 161      | Segunda ronda         |

- 1 Se ha tomado en cuenta el ranking del 30 de setiembre de 2013.

### Otros participantes
Los siguientes jugadores ingresaron al cuadro principal invitados por la organización del torneo (WC):
- Sanjar Fayziev
- Temur Ismailov
- Djurabek Karimov
- Shonigmatjon Shofayziyev

Los siguientes jugadores ingresaron al cuadro principal tras participar en la fase clasificatoria (Q):
- Sarvar Ikramov
- Lim Yong-Kyu
- Lucas Pouille
- Danai Udomchoke

## Campeones

### Individual Masculino
- Dudi Sela derrotó en la final a  Teimuraz Gabashvili 6-1, 6-2.

### Dobles Masculino
- Mikhail Elgin /  Teimuraz Gabashvili derrotaron en la final a  Purav Raja /  Divij Sharan 6–4, 6–4